# Serie B d'Eccellenza 1988-1989 (pallacanestro maschile)
Il campionato di basket di serie B d'Eccellenza (B1) 1988-1989 rappresenta il terzo livello del campionato italiano di pallacanestro.
Vi partecipano 16 che si incontrano per la regular season in partite di andata e ritorno, la vittoria vale 2 punti, la sconfitta 0. In questo campionato non sono previsti tesseramenti di giocatori stranieri, per questo viene definito il 'vero' campionato italiano.
Sono previste 2 promozioni determinate dalle sfide play-off tra le prime 4 classificate.
Retrocedono le ultime 4 classificate.

## Squadre Partecipanti
| Club               | Stagione | Città                | Stadio               | Stagione precedente |
| ------------------ | -------- | -------------------- | -------------------- | ------------------- |
| Cestistica Bustese | ...      | Busto Arsizio        | PalaLido             | in Serie B2         |
| N.B. Campobasso    | ...      | Campobasso           | ...                  | in Serie B2         |
| Pall. Ferrara      | ...      | Ferrara              | Palasport di Ferrara | in Serie B2         |
| A. Costa Imola     | ...      | Imola                | PalaRuggi            | 4ª in Serie B       |
| Basket Mestre      | ...      | Mestre               | ...                  | 16ª in Serie A2     |
| Modena Basket      | ...      | Modena               | PalaPanini           | 7ª in Serie B       |
| Sutor Montegranaro | ...      | Montegranaro         | ...                  | 6ª in Serie B       |
| Pall. Pordenone    | ...      | Pordenone            | ...                  | 9ª in Serie B       |
| Virtus Ragusa      | ...      | Ragusa               | PalaPadua            | 11ª in Serie B      |
| Sebastiani Rieti   | ...      | Rieti                | PalaSojourner        | 15ª in Serie A2     |
| Pall. Roseto       | ...      | Roseto degli Abruzzi | PalaMaggetti         | in Serie B2         |
| Dinamo Sassari     | ...      | Sassari              | ...                  | 8ª in Serie B       |
| Mens Sana Siena    | ...      | Siena                | ...                  | 5ª in Serie B       |
| Pall. Trapani      | ...      | Trapani              | ...                  | 13ª in Serie B      |
| Pall. Trieste      | ...      | Trieste              | ...                  | 3ª in Serie B       |
| Robur Varese       | ...      | Varese               | ...                  | 10ª in Serie B      |

## Regular season

### Classifica
|  | Pos. | Squadra                | Pt | G  | V  | P  | PtF  | PtS  |
|  | ---- | ---------------------- | -- | -- | -- | -- | ---- | ---- |
|  | 1.   | Stefanel Trieste       | 48 | 30 | 24 | 6  | 2716 | 2410 |
|  | 2.   | Numera Sassari         | 44 | 30 | 22 | 8  | 2514 | 2286 |
|  | 3.   | Conad Siena            | 44 | 30 | 22 | 8  | 2441 | 2220 |
|  | 4.   | Ranger Varese          | 40 | 30 | 20 | 10 | 2533 | 2508 |
|  | 5.   | Racine Trapani         | 36 | 30 | 18 | 12 | 2310 | 2296 |
|  | 6.   | Coop Ferrara           | 34 | 30 | 17 | 13 | 2585 | 2572 |
|  | 7.   | Benati Imola           | 32 | 30 | 16 | 14 | 2483 | 2451 |
|  | 8.   | Sebastiani Rieti       | 28 | 30 | 14 | 16 | 2415 | 2478 |
|  | 9.   | Mar Roseto             | 28 | 30 | 14 | 16 | 2440 | 2435 |
|  | 10.  | Inalca Modena          | 28 | 30 | 14 | 16 | 2412 | 2361 |
|  | 11.  | Delizia Campobasso     | 26 | 30 | 13 | 17 | 2629 | 2650 |
|  | 12.  | Virtus Ragusa          | 24 | 30 | 12 | 18 | 2367 | 2458 |
|  | 13.  | Electrolux Pordenone   | 22 | 30 | 11 | 19 | 2527 | 2640 |
|  | 14.  | Full Mestre            | 20 | 30 | 10 | 20 | 2552 | 2721 |
|  | 15.  | Docksteps Montegranaro | 20 | 30 | 10 | 20 | 2404 | 2553 |
|  | 16.  | Faciba Busto Arsizio   | 6  | 30 | 3  | 27 | 2487 | 2776 |

Legenda:

      Partecipante ai Play-off.
      Retrocesse in Serie B2
 Promossa in Serie A2

## Risultati
| Risultati              | TRI     | SAS    | SIE    | VAR     | TRA   | FER    | IMO    | RIE    | ROS    | MOD    | RAG    | CAM     | POR     | MES     | Mong   | Bars    |
| ---------------------- | ------- | ------ | ------ | ------- | ----- | ------ | ------ | ------ | ------ | ------ | ------ | ------- | ------- | ------- | ------ | ------- |
| Stefanel Trieste       |         | 68-67  | 73-76  | 104-74  | 96-68 | 93-80  | 91-85  | 107-85 | 91-70  | 66-63  | 101-66 | 85-79   | 100-84  | 84-71   | 85-77  | 109-70  |
| Numera Sassari         | 78-92   |        | 71-59  | 92-70   | 75-79 | 101-85 | 88-85  | 81-66  | 74-65  | 77-64  | 106-87 | 91-76   | 81-75   | 95-65   | 75-69  | 98-81   |
| Conad Siena            | 79-83   | 73-85  |        | 74-63   | 83-74 | 85-66  | 67-57  | 76-72  | 65-61  | 91-81  | 84-74  | 104-92  | 82-64   | 81-74   | 115-67 | 113-89  |
| Ranger Varese          | 91-84   | 87-83  | 98-91  |         | 80-77 | 93-76  | 91-73  | 98-85  | 80-79  | 81-91  | 84-80  | 89-79   | 95-86   | 92-85   | 82-81  | 82-75   |
| Racine Trapani         | 61-81   | 74-63  | 74-77  | 73-68   |       | 70-63  | 77-63  | 79-67  | 76-70  | 65-71  | 71-69  | 89-80   | 109-101 | 72-68   | 84-79  | 90-80   |
| Coop Ferrara           | 86-112  | 76-82  | 72-69  | 72-76   | 95-81 |        | 88-79  | 85-80  | 102-82 | 88-75  | 97-82  | 100-83  | 94-84   | 109-95  | 97-73  | 108-79  |
| Benati Imola           | 93-82   | 68-78  | 67-66  | 107-110 | 97-95 | 82-84  |        | 100-75 | 73-70  | 63-70  | 103-87 | 83-81   | 83-74   | 88-76   | 84-73  | 90-78   |
| Sebastiani Rieti       | 88-85   | 55-56  | 81-71  | 86-81   | 89-96 | 91-101 | 79-76  |        | 87-69  | 77-62  | 76-74  | 81-80   | 81-69   | 96-72   | 90-74  | 82-78   |
| Mar Roseto             | 86-82   | 91-87  | 92-86  | 77-72   | 83-82 | 107-88 | 78-79  | 90-64  |        | 72-74  | 97-79  | 94-86   | 73-71   | 94-89   | 86-65  | 80-87   |
| Inalca Modena          | 77-79   | 94-100 | 60-63  | 80-90   | 80-82 | 89-64  | 85-74  | 89-73  | 101-92 |        | 76-77  | 97-90   | 97-84   | 88-75   | 77-64  | 95-73   |
| Virtus Ragusa          | 90-98   | 72-91  | 82-88  | 85-78   | 72-81 | 83-74  | 83-86  | 84-75  | 81-73  | 74-73  |        | 89-82   | 72-68   | 112-84  | 83-78  | 77-67   |
| Delizia Campobasso     | 114-120 | 61-78  | 72-100 | 95-83   | 0-2   | 81-100 | 104-92 | 88-83  | 98-83  | 96-76  | 76-71  |         | 129-93  | 119-101 | 82-76  | 110-104 |
| Electrolux Pordenone   | 76-85   | 102-98 | 68-74  | 91-78   | 96-80 | 102-80 | 68-71  | 91-81  | 80-79  | 79-75  | 79-73  | 84-104  |         | 98-100  | 89-92  | 101-91  |
| Full Mestre            | 82-88   | 103-96 | 71-79  | 88-92   | 64-63 | 116-91 | 88-86  | 87-89  | 90-82  | 80-79  | 79-69  | 101-86  | 101-107 |         | 77-97  | 85-87   |
| Docksteps Montegranaro | 95-85   | 69-88  | 67-68  | 78-88   | 92-90 | 64-80  | 78-106 | 98-92  | 60-75  | 102-86 | 67-64  | 96-98   | 80-81   | 110-89  |        | 102-81  |
| Faciba Busto Arsizio   | 99-107  | 75-79  | 70-102 | 81-87   | 94-96 | 83-84  | 87-90  | 81-89  | 86-90  | 70-87  | 66-76  | 105-108 | 102-82  | 92-96   | 76-81  |         |

## Play-off
| Play Off     |                  |               |       |       |       |     |
| Finale 1°-4° | Stefanel Trieste | Ranger Varese | 59-51 | 74-72 |       | 2-0 |
| Finale 2°-3° | Numera Sassari   | Conad Siena   | 73-57 | 69-80 | 86-75 | 2-1 |

## Verdetti
- Promozioni in Serie A2:

Stefanel Trieste: Mauro Procaccini, Mauro Bonino, Claudio Pilutti, Benito Colmani, Graziano Cavazzon, Marco Lokar, Davide Cantarello, Fabrizio Zarotti, Davide Bianchi, Stefano Maguolo, Mauro Sartori. Allenatore: Bogdan Tanjević.
Numera Sassari: Donati, Ceccarini, Mossali, Porto, Bini, Bigot, Longo, Mura, Campiglio. Allenatore: Mario De Sisti.
- Retrocessioni in serie B2: Pallacanestro Pordenone, Basket Mestre, Sutor Montegranaro e Cestistica Bustese

## Fonti
- La Gazzetta del Mezzogiorno

- la Gazzetta del Sud edizioni del 1988-89

- Guida ai campionati di Basket edizione del 90